# Carlos Yulo
Carlos Edriel Yulo (Manila, 16 febbraio 2000) è un ginnasta filippino, campione del mondo al corpo libero nel 2019. Vincendo la medaglia di bronzo nello stesso attrezzo ai campionati mondiali di Doha 2018, è diventato il primo atleta filippino e del sudest asiatico ad avere vinto una medaglia nella storia di questa competizione.

## Biografia
Yulo ha iniziato a praticare la ginnastica artistica all'età di sette anni. Formatosi in patria a livello giovanile, nel 2016 comincia ad allenarsi in Giappone.
Ha partecipato ai Giochi asiatici di Giacarta 2018 concludendo al quarto posto nel volteggio e ottenendo due settimi posti nel concorso individuale e al corpo libero. Poi disputa i campionati mondiali di Doha 2018 guadagnando un sorprendente terzo posto al corpo libero, dietro Kenzō Shirai e Artur Dalalojan, che consegna alle Filippine la prima storica medaglia in questa competizione  Riesce a fare di meglio ai successivi Mondiali di Stoccarda 2019 vincendo l'oro al corpo libero, distaccando l'israeliano Artem Dolgopyat di 0.100 punti (punteggio finale 15.300), e terminando al decimo posto nel concorso individuale, qualificandosi alle Olimpiadi di Tokyo 2020.